# Raymond Fournier-Sarlovèze
Pour les articles homonymes, voir Fournier et Fournier-Sarlovèze.
Joseph-Raymond, comte Fournier-Sarlovèze (8 janvier 1836 à Moulins - 10 décembre 1916 à Paris), est un administrateur et historien de l'art français.

## Biographie
Il grandit au sein d’une famille influente de notables. Son père, Aimé Joseph Achille Fournier est substitut du procureur du Roi, président du tribunal de première instance de Montluçon et membre du Conseil général de l’Allier. 
Il est successivement nommé sous-préfet de Thonon entre 1860 et 1867, sous-préfet des Andelys entre 1867 et 1870, de Lisieux (1870-1872), préfet de la Creuse en 1873, de Loir-et-Cher en 1874 et de la Vienne en 1876. Après l'échec du 16 mai, il démissionne de l'administration le 17 décembre 1877.
Il se consacre alors aux travaux historiques. Il est membre du Comité central de la SFFA depuis sa création en 1904 et vice-président de la Société artistiques des amateurs. 
Peintre, il réalise entre 1904 et 1907 une série de neuf peintures murales évoquant certains épisodes de l’histoire de Compiègne disposées dans la salle du conseil municipal de l'hôtel de ville de Compiègne.
Il devient président de la Caisse régionale agricole du Crédit mutuel de Gray et de la Haute-Saône.
Marié à la fille d'Henri Ternaux-Compans, puis à la petite-fille de Claude-Pierre Dornier, il est le père de Robert Fournier-Sarlovèze.

## Publications
- Les Châteaux de France : Vaux-le-Vicomte (1898)
- Le Buste de Gauthiot d'Ancier, 1490-1556 (1898)
- Amateurs au XVIe siècle: Sofonisba Anguissola et ses sœurs ... (1899)
- Devoir social (1901)
- À propos des caisses rurales (1901)
- Le Général Lejeune (1901)
- Artistes oubliés : Claude Lulier, Sofonisba Anguissola, Pierre de Franqueville, Lebrun et Michel Anguier à Vaux-le-Vicomte, Lampi, Ferdinand de Meÿs, Costa de Beauregard, le général Lejeune, Massimo d'Azeglio (1902)
- Les peintres de Stanislas-Auguste II, roi de Pologne : Bacciarelli, Antoine Graff, Norblin de la Gourdaine, Grassi, Alexandre Kucharski, Per Krafft et Bernardo Bellotto, Louis Marteau, Vincent de Leseur, Daniel Chodowiecki, Joseph Pitschmann (1907), prix Charles Blanc de l’Académie française
- Quelques primitifs du centre de la France (1909)
- Louis Auguste Brun : peintre de Marie Antoinette, 1758-1815 (1911)